# Здание губернских присутственных мест (Вологда)
Здание губернских присутственных мест — трёхэтажный большой особняк второй половины XIX века постройки на улице Орлова в городе Вологде Вологодской области. Памятник истории и культуры регионального значения. В настоящее время здание используется под учебные классы  Вологодского государственного университета.

## История
Здание губернских присутственных мест было построено на берегу реки Вологда в период с 1858 по 1861 годы по проекту архитектора А.И. Иваницкого. Особняк сооружался для размещения губернских присутственных мест и в это время был самым крупным в Вологде.
До 1917 года в этом здании размещались основные учреждения губернии: канцелярия, казначейство, казённая палата, управление земледелия и государственных имуществ, редакция «Вологодских губернских ведомостей», статистический отдел и типография.
После социалистической революции здесь расположились различные административные и хозяйственные организации, в связи с чем здание получило второе название «Третьий дом Советов». Позднее в особняке работал трест «Вологдалес».
В 1930 году здание было передано Северному краевому педагогическому институту имени С.А. Бергавинова, который вновь открыл свои двери для студентов, а в 1932 году был переименован в Вологодский государственный педагогический институт.
В суровые годы Великой Отечественной войны, с сентября 1941 по декабрь 1944 годов, в этом строении было размещено отделение эвакогоспиталя № 1538, именно сюда поступали раненые с Ленинградского и Волховского фронтов.
В конце 1944 года здесь продолжили обучение студенты. До 1955 года в этом строении работали все факультеты Вологодского государственного педагогического института.

## Архитектура
Строение представляет собой образец архитектуры середины XIX  века. Трёхэтажное, каменное, п-образное здание, главный фасад которого изначально выходил на набережную. Оформлено строение в стиле позднего классицизма.
Ступенчатый аттик венчал центральную часть главного фасада, который в 1957 году был разобран и заменён площадкой для астрономических наблюдений. Первый этаж здания -  рустованный. Наличники с дробной профилировкой обрамляют окна декорированные ложными замковыми камнями, а на втором – прямоугольными профилированными сандриками. Вальмовая крыша присутствует на здании. Вдоль главного фасада каждый этаж вытянут коридором, цилиндрические своды перекрывают и первый и второй этажи. Арочные проёмы дверей на первом этаже. В центре особняка вход ведёт в вестибюль с парадной чугунной лестницей и обрамлён изящными перилами. Две трёхмаршевые лестницы из чугуна соединяют этажи и размещены в конце коридоров.
Разлив реки в XX веке вынудил перенести центральный вход на улицу Орлова, где был устроен четырёхколонный портик.

## Современное состояние
С 1944 по 1995 годы в этом здании находились все помещения Педагогического института. В 1995 году учреждение было переименовано в Вологодский государственный педагогический университет. В 2013 году новым решением высшее учебное заведение было присоединено к Вологодскому государственному университету.
В настоящее время здание продолжает использоваться в качестве учебного заведения. Здесь разместился учебный корпус № 7 Вологодского государственного университета.

## Документы
Решение от 08.10.1991 г. № 434 г. Вологда. «О постановке под государственную охрану памятников истории и культуры».